# Peloropeodes meridionalis
Peloropeodes meridionalis är en tvåvingeart som beskrevs av Octave Parent 1928. Peloropeodes meridionalis ingår i släktet Peloropeodes och familjen styltflugor. Inga underarter finns listade i Catalogue of Life.